# Elizabeth Stuart, grevinna av Lennox
Elizabeth Stuart, grevinna av Lennox, född Cavendish 1555, död 1582, var en engelsk adelskvinna. Hon gifte sig 1574 med Charles Stuart, 5:e earl av Lennox och blev mor till tronarvingen Arabella Stuart. Hennes giftermål ägde rum mot drottning Elisabets vilja och som straff sändes hennes svärmor Margaret Douglas till Towern.